# يان هنري تي. اولسن
يان هنري تي. اولسن هو مدير وسياسي نرويجي، ولد في 20 أغسطس 1956 في برغن في النرويج، وتوفي في 10 يوليو 2018 بسبب مرض آلزهايمر. نشط حزبياً في حزب العمال. وقد انتخب Minister of Fisheries and Ocean Policy ‏ (4 سبتمبر 1992 – 25 أكتوبر 1996) وانتخب county mayor of Troms ‏ (1992 – 1992).

## وصلات خارجية
- يان هنري تي. اولسن على موقع IMDb (الإنجليزية)